# Casey Schmitt
Casey Shawn Schmitt (San Diego, California, 1 de marzo de 1999), más conocido como Casey Schmitt, es un jugador profesional estadounidense de béisbol que se desempeña en la posición de segunda base en San Francisco Giants, equipo de las Grandes Ligas de Béisbol (MLB).

## Carrera
En 2023, Schmitt hizo su debut en la MLB con el equipo San Francisco Giants, donde lleva jugando dos temporadas.